# 美國旅遊業

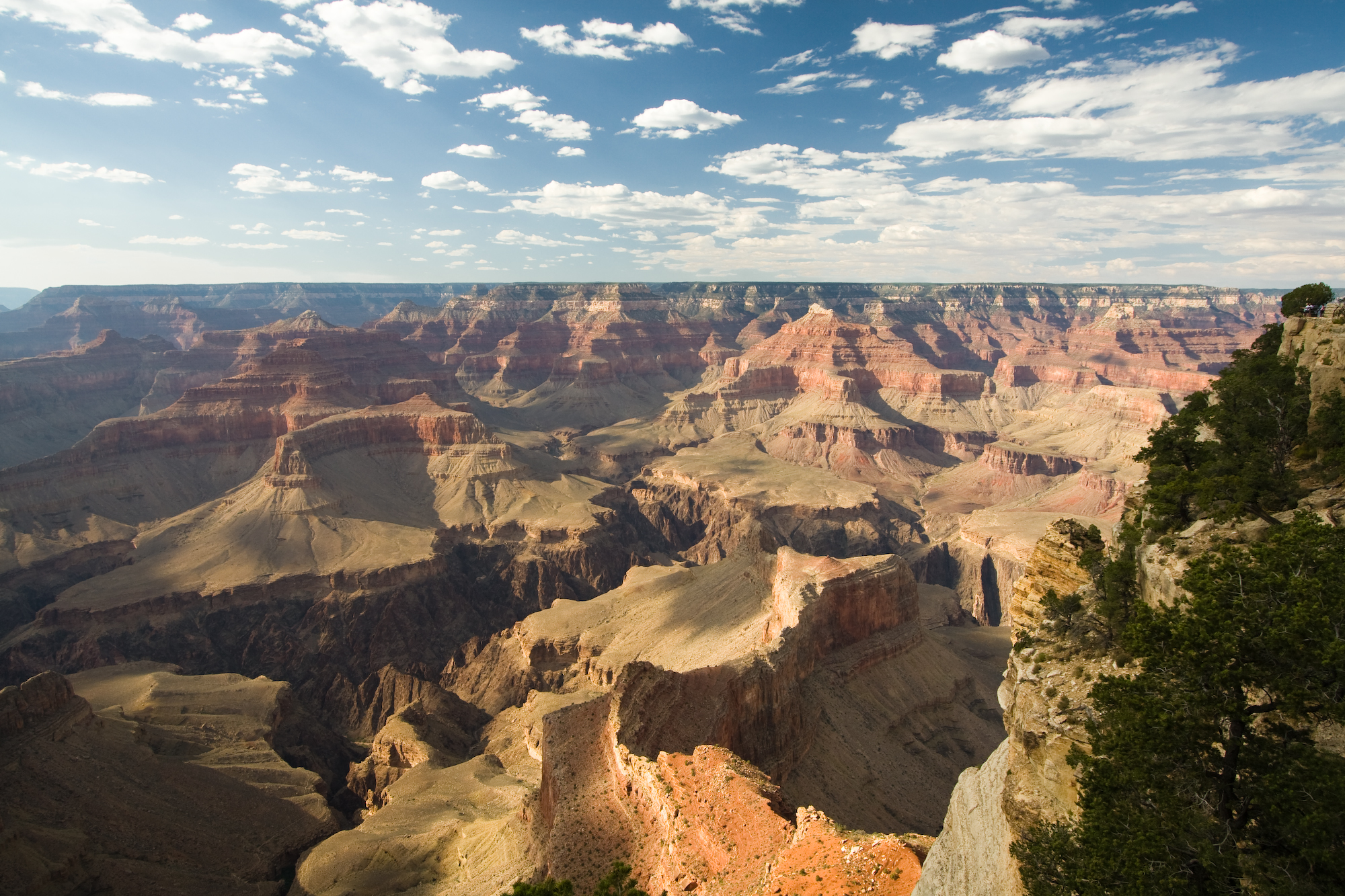
亞利桑那州大峽谷平均每年吸引441萬人遊客

旅遊業是美國的一大產業。每年都有為數以百萬計的國內外遊客觀光美國，到訪美國的自然奇觀、城市街景、歷史名勝和娛樂場所。美國的旅遊業在19世紀末期和20世紀初期飛速成長。1850年代開始，旅遊業在美國開始以一個文化活動和產業得到發展。20世紀初期，隨著汽車的開始普及，旅遊業也隨之普及。1945年至1969年，飛機的普及徹底改變了旅遊業，並促進了旅遊業的發展。雖然在遊客數方面美國不敵法國，但由於遊客在美國的停留時間較長，因此遊客在美國的人均消費超過法國。美國主要外國遊客客源國如下
| Country        | FY 2013    |
| -------------- | ---------- |
| 墨西哥         | 16,925,645 |
| 英国           | 4,333,518  |
| 日本           | 4,051,814  |
| 加拿大         | 3,003,317  |
| 德国           | 2,212,435  |
| 巴西           | 2,035,737  |
| 法國           | 1,829,304  |
| 中國           | 1,623,290  |
|                | 1,454,738  |
|                | 1,376,715  |
| 義大利         | 1,133,189  |
| 印度           | 970,416    |
| 西班牙         | 858,402    |
| 哥伦比亚       | 773,375    |
| 委內瑞拉       | 762,313    |
| 荷蘭           | 741,859    |
| 阿根廷         | 707,863    |
| 總計（全世界） | 54,645,551 |